# Chang'e 6
Chang'e 6 (chinês simplificado: 嫦娥六号, pinyin: Cháng'é liùhào), é uma missão não-tripulada de exploração lunar pela Administração Espacial Nacional da China. A Chang'e 6 é a segunda a missão de retorno de amostras da China, com o objetivo de explorar o lado escuro da Lua e conduzir experimentos na superfície lunar. Assim como suas antecessoras, a sonda recebeu o nome da deusa da lua chinesa Chang'e. 
A sonda foi lançada por um foguete Longa Marcha 5 em 3 de maio de 2024, do Centro de Lançamento Espacial de Wenchang, em Ainão,. No dia 1 de junho de 2024, Chang'e 6 pousou com sucesso no lado oculto da lua. Como parte da segunda missão de retorno de amostras, o módulo de pouso coletou amostras da superfície lunar e as colocou no módulo de ascensão da missão, que foi então lançado em órbita lunar em 3 de junho de 2024.  O módulo de ascensão atracou com o módulo orbital em 6 de junho de 2024 e transferiu as amostras, que retornaram a Terra no dia 25 de Junho 2024, completando 53 dias de missão. 
Com o retorno da Chang'e 6 à Terra, a China se tornou o primeiro país a recuperar com sucesso amostras de rochas lunares do lado oculto da Lua.

## Visão geral
O Programa Chinês de Exploração Lunar é projetado para ser conduzido em quatro fases de avanço tecnológico incremental:
- O objetivo da primeira fase é alcançar a órbita lunar. Isso foi completado pela Chang'e 1 em 2007 e pela Chang'e 2 em 2010.
- A segunda fase busca pousar e percorrer a Lua, uma proeza que foi realizada pela Chang'e 3 em 2013 e pela Chang'e 4 em 2019.
- A terceira fase envolve a coleta de amostras lunares e enviá-las para a Terra, primeiro concluído pela Chang'e 5 em 2020 e planejado para a Chang'e 6.
- A quarta fase consiste no desenvolvimento de uma estação de pesquisa robótica perto do polo sul da Lua.[15][16][17]O programa visa facilitar pousos tripulados na Lua na década de 2030 e possivelmente construir um posto avançado tripulado perto do polo sul da Lua.[18]

A missão precedente Chang'e 5 retornou 1,73 quilogramas (3,8 lb) de material do hemisfério norte do lado próximo lunar. A missão Chang'e 6, por sua vez, pousou e coletou material do hemisfério sul do lado oculto da Lua. O módulo de pouso Chang'e 6 pousou às 22:23 UTC de 1º de junho de 2024 no mar sul da Bacia Apollo (coordenadas lunares: 41.63839 S,153.98545 W).
O módulo de pouso da missão coletou aproximadamente 2 quilogramas (4,4 lb) de material do lado oculto da lua, incluindo amostras de solo e rochas da superfície (usando uma pá) e amostras subsuperficiais (usando uma broca). Ao realizar a amostragem, o buraco deixado pela broca no solo lunar aparentava o caracter chinês 中 (chinês simplificado: 中, pinyin: zhōng), que é o caracter inicial do nome da  China em mandarim 中国（chinês simplificado: 中国, pinyin: Zhōngguó). Esse simbolismo se tornou viral no Weibo. 
Após a conclusão da coleta da amostra e a colocação da amostra no veículo ascensor pela broca robótica e pelo braço robótico da sonda, o módulo de ascensão decolou com sucesso às 23h38 UTC do dia 3 de junho de 2024. O módulo de ascensão atracou com o módulo de serviço Chang'e 6 (o orbitador) na órbita lunar às 06:48 UTC do dia 6 de junho de 2024 e posteriormente completou a transferência do contêiner de amostra para o módulo de retorno à Terra às 07:24 UTC do mesmo dia. Em 25 de junho de 2024 a cápsula de retorno pousou com sucesso no deserto da Mongólia Interior.
Com o sucesso da missão, a China foi a primeira nação a retornar amostras do lado oculto sul da Lua , e a segunda nação após a Índia a pousar com sucesso nas proximidades do polo sul da Lua. Espera-se que as amostras coletadas da área alvo incluem material do manto lunar ejetado pelo impacto original que criou a bacia SPA.

## Arquitetura da missão
Chang'e 6 foi construída como uma cópia e backup da Chang'e 5. A missão é relatada como consistindo em quatro módulos: 
- Módulo de Pouso: após se separar do orbitador o módulo de pouso realizou a alunissagem na superfície lunar. O módulo é equipado com uma broca e uma pá. O módulo de pouso coletou cerca de 2 kg (4,4 lb) de amostras de 2 metros (6,6 pé) abaixo da superfície[28] e colocou as amostras em um veículo de ascensão anexado na parte superior que foi lançado em órbita lunar.

- Veículo de Ascensão: O veículo de ascensão realizou um encontro totalmente autônomo e robótico e se acoplou ao orbitador onde as amostras serão transferidas roboticamente para uma cápsula de retorno de amostra para sua entrega à Terra.[29][30]

- Orbitador: depois que as amostras forem transportadas para o Orbitador, o Orbitador deixará a órbita lunar e passará aproximadamente 4-5 dias voando de volta à órbita da Terra e deve liberar a cápsula de reentrada pouco antes da chegada na atmosfera.[31]

- Capsula de Reentrada: O veículo retornador executa uma reentrada saltada para ricochetear na atmosfera uma vez antes da reentrada principal.[31]

A massa de lançamento estimada da missão é de 8200 kg (18 100 lb)—o módulo de pouso está previsto para ser de 3200 kg (7 100 lb) e o veículo de ascensão é cerca de 700 kg (1 500 lb).

## Cargas científicas
Em outubro de 2018, autoridades chinesas anunciaram que iriam solicitar parceiros internacionais para propor uma carga adicional de até 10 kg (22 lb) a ser incluída nesta missão. Em novembro de 2022, foi anunciado que a missão transportaria cargas úteis de quatro parceiros internacionais:

### Módulo de Pouso
- Um instrumento francês chamado DORN (Detection of Outgassing Radon) para estudar o transporte de poeira lunar e outros voláteis entre o regolito lunar e a exosfera lunar, incluindo o ciclo da água[37]
- Um instrumento italiano chamado INRRI (INstrument for landing-Roving laser Retroreflector Investigations) consistindo de um retrorefletor para medir as distâncias a laser do módulo de pouso ao orbitador, semelhante aos usados nas missões Schiaparelli e InSight.
- O NILS sueco (Negative Ions on Lunar Surface), um instrumento para detectar e medir íons negativos refletidos pela superfície lunar.[38]

### Orbitador
O orbitador CubeSat paquistanês ICUBE-Q desenvolvido pelo Instituto de Tecnologia Espacial do Paquistão, que carrega duas câmeras ópticas para imagens da superfície lunar e obtenção de dados do campo magnético lunar.

### Mini-Rover Jinchan
Chang'e-6 transportou um mini-rover de 5kg chamado "Jinchan" (chinês simplificado: 金蟾, pinyin: Jīn chán, lit: "Sapo Dourado"), devido ao seu exterior isolante revestido de ouro. Ele é descrito como um "mini-robô inteligente autônomo" por seu desenvolvedor, CASC.  Equipado com seus próprios micro painéis solares, o rover foi projetado para ajudar a realizar pesquisas sobre a composição da superfície lunar e a presença de água em estado sólido no solo lunar por meio de um espectrômetro infravermelho de imagem.  Além disso, Jinchan foi encarregado de capturar imagens do módulo de pouso Chang'e 6 na superfície lunar e foi equipado com câmeras em ambos os lados para fins de redundância. Após o processo de coleta de amostras, "o mini rover se separou autonomamente do módulo de pouso, moveu-se para uma posição adequada, selecionou um ângulo ideal para a fotografia e então capturou a imagem". 
O rover não havia sido divulgado antes do lançamento da Chang'e 6.  O rover foi inicialmente detectado em fotos divulgadas pela Agência Espacial Chinesa, mas não havia sido oficialmente confirmado. O nome do rover, Jinchan, finalmente apareceu em notícias no início de Julho de 2024.

## Histórico da missão
A missão Chang'e-6 teve uma duração de 53 dias, desde o lançamento do foguete Longa Marcha 5, a transferência Terra-Lua, a entrada na órbita lunar, a alunissagem, o trabalho de superfície, ascensão a órbita lunar, encontro com o orbitador. Consiste em 11 estágios de voo, incluindo a transferência de amostras, espera lunar, transferência lunar para a Terra e a reentrada.

### Lançamento
A sonda foi lançada por um foguete Longa Marcha 5 em 3 de maio de 2024, a partir do Centro de Lançamento de Satélites de Wenchang na Ilha de Ainão.

### Transferência Terra-Lua
Às 02:12 UTC do dia 8 de maio de 2024, a sonda Chang'e-6 entrou com sucesso em uma órbita de 12 horas ao redor da lua. No mesmo dia, às 16:14, Chang'e 6 liberou com sucesso o cubsat paquistanês ICUBE-Q na órbita da lua.

### Pouso

Animação de antes/depois mostrando a aparência do módulo de pouso Chang'e 6 fotografada pelo satélite Lunar Reconnaissance Orbiter da NASA.

Às 22h23 UTC, no dia 1 de junho de 2024, o módulo de pouso da Chang'e 6, com o apoio do satélite retransmissor Queqiao-2, pousou com sucesso na área pré-selecionada na Bacia do Pólo Sul-Aitken, no lado oculto da lua.
O módulo de pouso Chang'e-6 usou um motor de 7500 newtons de empuxo para iniciar sua descida. A programação do módulo fez ajustes rápidos para manter uma altitude de cerca de 2,5 quilômetros acima da superfície lunar antes de continuar sua descida. A espaçonave pairou a aproximadamente 100 metros acima da superfície e usou um sistema automático para evitar obstáculos com LiDAR e câmeras ópticas para encontrar um local de pouso seguro. Quando estava próximo a atingir o terreno lunar, o motor foi cortado e um sistema de amortecimento foi usado para o pouso em queda livre.

### Retorno
A Chang'e 6 completou a coleta de amostras da superfície lunar e às 23:38 UTC, em 3 de junho de 2024, o módulo de ascensão da Chang'e 6 carregando amostras lunares decolou da superfície lunar da Lua e então entrou com sucesso na órbita circumlunar predeterminada. 
Às 06:48 UTC de 6 de junho de 2024, o módulo de ascensão da Chang'e 6 se encontrou e atracou com o orbitador na órbita lunar. Às 07:24 UTC, o recipiente de amostra lunar foi transferido com segurança para o módulo de retorno.
Em 21 de junho, o módulo de serviço do Chang'e 6 provavelmente acionou seus motores para retornar à Terra a partir da órbita lunar. A CNSA não forneceu atualizações sobre a missão, mas alguns observadores rádio amador reportaram uma  provável queima de motores. 
A reentrada na Terra ocorreu em 25 de junho de 2024. Um módulo de reentrada de cerca de 300 quilos separou-se do módulo de serviço, que então desacelerou ao saltar da atmosfera sobre o Atlântico antes de sua descida final. Às 06:07 UTC do mesmo dia, a cápsula de retorno pousou na área pré-designada em Dorbod Banner, Mongólia Interior.
As amostras serão estudadas por cientistas chineses em colaboração com especialistas internacionais.  Os cientistas chineses esperam que as amostras de rochas vulcânicas com 2,5 milhões de anos, recolhidas na missão com duração de quase dois meses, consigam responder a algumas dúvidas sobre as diferenças geográficas entre os dois lados da Lua.